# Féax
En la mitología griega Féax o Féace (Φαίαξ) era el rey epónimo del pueblo de los feacios. Es descrito como hijo de Poseidón y de Corcira o Cercira, una de las hijas del dios fluvial Asopo. Féax es descrito como padre de Alcínoo y Arete, pero otros dicen que su hijo fue un tal Locro. Cuando Féax, que reinaba en la isla de Esqueria, murió, Alcínoo y Locro se reunieron de nuevo después de la disputa sobre la base de que Alcínoo sería el rey de los feacios, y Locro tomaría las reliquias y parte de la etnia para establecer una nueva  colonia.